# アラン・クレイン
アレン・クレイン (Allen Klein, 1931年12月18日 - 2009年7月4日) は、アメリカ合衆国の実業家。ビートルズ、ローリング・ストーンズ、CCRなどのマネージメントをしたことでよく知られた。名前は、アレン・クラインとも表記する。

## 経歴
ニュージャージー州ニューアークで肉屋を営んでいたハンガリーのブダペスト出身のユダヤ系移民の家庭に生まれる。母親とは1歳になる前に死別した。10代の頃には夜間学校に通いながら様々な仕事に就いた。暗算に優れ、1956年にニュージャージー州イーストオレンジにあるウプサラ大学を卒業。数人のショービジネスにかかわる人々のための簿記とレコード会社の監査を担当した。翌1957年には妻のベティと共同でビジネスを起業した。
1965年にローリング・ストーンズの共同マネージャーだったアンドリュー・ルーグ・オールダムに招かれた。経済学に長じていたミック・ジャガーに嫌われて解雇される。
1967年、カメオ-パークウェイ・レコードというレコード会社を買収してアブコ・レコードと改名。
1969年にはビートルズと契約を結ぶが、彼の悪い評判をジャガーから聞いていたポール・マッカートニーだけは契約しなかった。彼は巧妙にも契約書に自分の名前を載せなかったので、後に問題が生じた。彼はアップル・コアの改革に乗り出して不採算部門の整理、著作権料のアップなどで功績を挙げるが、その強引なやり方からアップル・コア内で軋轢が生じ、ピーター・アッシャーはジェームス・テイラーと共にアップルを去る。さらにビートルズ解散に当たってマッカートニーが上記の理由により他のメンバー3人を訴える事態にまで発展する。
解散後もマッカートニー以外の3人との関係は続いたが、その後発覚した不正経理などの問題から訴訟合戦に発展し、1977年にアップル・コアがクレインに420万ドルを払ってようやく関係を清算した。ジョージ・ハリスンは「マイ・スウィート・ロード」の裁判でクレインに裏切られたことから彼とは絶縁した。

## 死
2009年7月4日、ニューヨークでアルツハイマー病のため死去した。アブコ・レコードは彼の息子のジョディが継いだ。

## 映画製作
- エル・トポ (1969年)
- バングラデシュのコンサート (1971年)
- ホーリー・マウンテン (1973年)
- 愛はエーゲ海に燃ゆ (1978年)